# Søren Brunoe
Søren Brunoe (17 januar 1916 i København – 31. maj 1994) var en dansk maler og billedhugger. Hans forældre var skuespilleren, senere forretningsmand Aage B. og Ellen Bolette Johanne Jansen. Han var ugift. 
1943 blev han for første gang antaget til Kunstnernes Efterårsudstilling med en kvindeskulptur. Fra 1950`erne specialiserede han sig i portrætter af nybygninger for en del af de københavnske rederier, og blev i 1961 uofficielt anerkendt som den danske flådes marinemaler. Han tog ofte med på dens togter og leverede portrætter af flådens fartøjer, også til officerer og menige efter bestilling. Stilen er naturalistisk med et impressionistisk anstrøg, den blå farve dominerer. Skibsportrætterne er i almindelighed i olie på lærred, friere maritime motiver er ofte tegnet.
Han blev student på Gammel Hellerup Gymnasium, gik på teknisk skole i Odense, og fra 1942-50 var han elev på Peter Rostrup Bøyesens private malerskole. Senere på André Lhôtes Akademi i Paris.